# 後藤尚英
後藤 尚英（ごとう なおひで、1966年3月22日 - ）は、日本の経営者。柴田雄次以来19年ぶり2人目となる生え抜きの愛知製鋼社長。

## 経歴
愛知県出身。1989年に名古屋市立大学経済学部を卒業し、愛知製鋼に入社。2018年に参与に就任し、2021年に執行職、2022年トヨタ自動車本社工場出向、2023年に経営役員を経て、2023年に19年ぶり2人目となる生え抜きの社長に就任した。